# The Strad
The Strad là một tạp chí âm nhạc cổ điển hàng tháng có trụ sở tại Vương quốc Anh có nội dung về các nhạc cụ dây – chủ yếu là violin, viola, cello và double bass – dành cho các nhạc công nghiệp dư và chuyên nghiệp. Được thành lập vào năm 1889, tạp chí này cung cấp thông tin, hình ảnh và đánh giá về các nhạc cụ, các bài báo và tin tức có liên quan, cũng như thông tin về các buổi hòa nhạc. Tạp chí này cũng cung cấp lời khuyên thiết thực về kỹ thuật, thông tin của những nghệ sĩ biểu diễn hàng đầu, cũng như giới thiệu về các lớp học chuyên môn và bản phác thảo nhạc cụ của các nhà sản xuất nhạc cụ như thợ làm đàn. The Strad cũng bao gồm các bài báo về các dàn nhạc và trường nhạc.
Tên tạp chí đề cập đến tên viết tắt chung của gia đình nghệ nhân làm đàn Stradivarius nổi tiếng ở thế kỷ 17 – 18 và những nhạc cụ giá trị cao của của họ. Số đầu tiên của The Strad được phát hành vào tháng 6 năm 1890. Hiện tại, The Strad được biên tập bởi Charlotte Smith và thuộc sở hữu của Newsquest Specialist Media Limited, một công ty con của Gannett.